# Judgment Day 2004
Judgment Day (2004) was een professioneel worstel-pay-per-view (PPV) evenement geproduceerd door de World Wrestling Entertainment (WWE). Dit evenement was de 6de editie van Judgment Day en vond plaats in de Staples Center in Los Angeles op 16 mei 2004.

## Matchen
| Nr.                                                                          | Match | Winnaar(s)                 |
| ---------------------------------------------------------------------------- | --- | -------------------------- |
| -                                                                            | Funaki vs. Mark Jindrak (met Theodore Long) in een een-op-een match                                                                | Mark Jindrak               |
| 1                                                                            | Rob Van Dam & Rey Mysterio vs. The Dudley Boyz in een tag team match                                                               | Rob Van Dam & Rey Mysterio |
| 2                                                                            | Dawn Marie vs. Torrie Wilson in een een-op-een match                                                                               | Torrie Wilson              |
| 3                                                                            | Mordecai vs. Scotty 2 Hotty in een een-op-een match                                                                                | Mordecai                   |
| 4                                                                            | Charlie Haas & Rico (c) (met Miss Jackie) vs. Hardcore Holly & Billy Gunn in een tag team match voor het WWE Tag Team Championship | Charlie Haas & Rico (c)    |
| 5                                                                            | Jacqueline (c) vs. Chavo Guerrero (met Chavo Classic) in een een-op-een match voor het WWE Cruiserweight Championship              | Chavo Guerrero (nc)        |
| 6                                                                            | John Cena (c) vs. René Duprée in een een-op-een match voor het WWE United States Championship                                      | John Cena (c)              |
| 7                                                                            | The Undertaker (met Paul Bearer) vs. Booker T in een een-op-een match                                                              | The Undertaker             |
| 8                                                                            | Eddie Guerrero (c) vs. John "Bradshaw" Layfield in een een-op-een match voor het WWE Championship                                  | John Layfield (nc)         |
| (c) huidige kampioen voor en na de match \| (nc) nieuwe kampioen na de match | |                            |